# مزرعه (سردشت)
مزرعه،مزره روستایی از توابع بخش مرکزی شهرستان سردشت استان آذربایجان غربی ایران است.

## جمعیت
این روستا در دهستان آلان قرار داشته و بر اساس سرشماری سال ۱۳۹۵ جمعیت آن ۱۴۶ نفر از (۴۳ خانوار)
بوده‌است.
آب و هوای این روستا معتدل کوهستانی بوده در این روستا تمام فصل‌ها بادهای تند و سردی می‌وزند که در بین اهالی به باد سیاه معروف است. زمین کشاورزی در این روستا به کشت گندم و جو اختصاص دارد و همچنین دارای باغ‌های انار و انجیر است.